# Temporada 1970-71 de los Phoenix Suns
La temporada 1970-71 fue la tercera de los Phoenix Suns en la NBA. La temporada regular acabó con 48 victorias y 34 derrotas, ocupando el quinto puesto de la Conferencia Oeste, no logrando clasificarse para los playoffs.

## Elecciones en elDraft
| Ronda | Puesto | Jugador         | Posición | Nacionalidad   | Universidad        |
| ----- | ------ | --------------- | -------- | -------------- | ------------------ |
| 1     | 10     | Greg Howard     | Alero    | Estados Unidos | New Mexico         |
| 2     | 27     | Fred Taylor     | Escolta  | Estados Unidos | Texas-Pan American |
| 6     | 95     | Joe Thomas      | Alero    | Estados Unidos | Marquette          |
| 8     | 129    | Steve Patterson | Pívot    | Estados Unidos | UCLA               |

## Temporada regular
| División Medio Oeste | División Medio Oeste | División Medio Oeste | División Medio Oeste | División Medio Oeste | División Medio Oeste | División Medio Oeste | División Medio Oeste | División Medio Oeste |
| Equipo               | G                    | P                    | %                    | PD                   | Casa                 | Fuera                | Neutral              | Div                  |
| -------------------- | -------------------- | -------------------- | -------------------- | -------------------- | -------------------- | -------------------- | -------------------- | -------------------- |
| y-Milwaukee Bucks    | 66                   | 16                   | .805                 | –                    | 34–2                 | 28–13                | 4–1                  | 14–4                 |
| x-Chicago Bulls      | 51                   | 31                   | .622                 | 15                   | 30–11                | 17–19                | 4–1                  | 7–11                 |
| Phoenix Suns         | 48                   | 34                   | .585                 | 18                   | 27–14                | 19–20                | 2–0                  | 9–9                  |
| Detroit Pistons      | 45                   | 37                   | .549                 | 21                   | 24–17                | 20–19                | 1–1                  | 6–12                 |

## Estadísticas
| Rk | Jugador          | Edad | P  | PT | MP   | TC  | TCI  | %TC  | TL  | TLI | %TL  | RB   | AS  | FP  | PTS  |
| -- | ---------------- | ---- | -- | -- | ---- | --- | ---- | ---- | --- | --- | ---- | ---- | --- | --- | ---- |
| 1  | Dick Van Arsdale | 27   | 81 |    | 39.0 | 7.5 | 16.6 | .452 | 6.8 | 8.4 | .811 | 3.9  | 4.1 | 3.0 | 21.9 |
| 2  | Connie Hawkins   | 28   | 71 |    | 37.5 | 7.2 | 16.6 | .434 | 6.4 | 7.9 | .816 | 9.1  | 4.5 | 2.8 | 20.9 |
| 3  | Paul Silas       | 27   | 81 |    | 36.3 | 4.2 | 9.7  | .428 | 3.5 | 5.1 | .685 | 12.5 | 3.0 | 2.8 | 11.9 |
| 4  | Clem Haskins     | 27   | 82 |    | 33.7 | 6.9 | 15.6 | .440 | 4.1 | 5.3 | .784 | 4.0  | 4.7 | 2.5 | 17.8 |
| 5  | Neal Walk        | 22   | 82 |    | 24.8 | 5.2 | 11.5 | .451 | 2.5 | 3.3 | .765 | 8.2  | 1.4 | 3.4 | 12.9 |
| 6  | Mel Counts       | 29   | 80 |    | 20.9 | 4.6 | 10.0 | .457 | 1.9 | 2.5 | .753 | 6.3  | 1.7 | 3.5 | 11.0 |
| 7  | Lamar Green      | 23   | 68 |    | 19.5 | 2.5 | 5.4  | .453 | 0.9 | 1.6 | .604 | 6.9  | 0.8 | 3.0 | 5.9  |
| 8  | Art Harris       | 24   | 56 |    | 17.0 | 3.6 | 8.6  | .411 | 1.2 | 2.0 | .611 | 1.8  | 2.4 | 2.4 | 8.3  |
| 9  | John Wetzel      | 26   | 70 |    | 15.6 | 1.8 | 4.1  | .431 | 1.2 | 1.4 | .822 | 2.2  | 1.6 | 2.2 | 4.7  |
| 10 | Fred Taylor      | 22   | 54 |    | 10.2 | 2.0 | 5.3  | .387 | 1.4 | 2.3 | .624 | 1.6  | 0.9 | 2.1 | 5.5  |
| 11 | Greg Howard      | 23   | 44 |    | 9.7  | 1.5 | 3.9  | .393 | 0.8 | 1.3 | .638 | 2.7  | 0.6 | 1.5 | 3.9  |
| 12 | Joe Thomas       | 22   | 39 |    | 5.2  | 0.6 | 2.2  | .267 | 0.2 | 0.5 | .450 | 1.1  | 0.4 | 0.5 | 1.4  |

## Galardones y récords
| Jugador          | Galardón                               |
| Paul Silas       | 2.º Mejor quinteto defensivo de la NBA |
| Connie Hawkins   | All-Star                               |
| Dick Van Arsdale | All-Star                               |